# Catarina Nunes de Almeida
Catarina Nunes de Almeida (Lisboa, 31 de agosto de 1982) é uma poetisa e investigadora portuguesa.

## Biografia
Licenciada em 2005, em Língua e Cultura Portuguesa, pela Faculdade de Letras da Universidade de Lisboa e doutorada em 2012, em Estudos Portugueses (com especialização em Estudos de Literatura), pela Faculdade de Ciências Sociais e Humanas da Universidade Nova de Lisboa. Ensinou Língua Portuguesa na Universidade de Pisa no período de 2007 a 2009. É atualmente investigadora no Centro de Estudos Comparatistas da Universidade de Lisboa.

## Obra

### Poesia
- 2006 - Prefloração [ISBN 989-552-204-5] [1][4]
- 2008 - A Metamorfose das Plantas dos Pés [ISBN 978-972-9250-44-6] [1][5]
- 2010 - Bailias [ISBN 978-972-9250-77-4] [1][6]
- 2014 - Marsupial [1][7]
- 2015 - Achamento (com ilustração de Marta Bernandes) [1]
- 2019 - Livro Redondo [8]

### Literatura infantojuvenil
- 2016 - O Dom da Palavra (com ilustração de João Concha) [1][9]

### Ensaio
- 2013 - NAU-SOMBRA: Os Orientes da Poesia Portuguesa do Século XX (em coautoria com Duarte Drumond Braga) [ISBN 978-989-750-008-4] [10][11]
- 2016 - Migração Silenciosa: Marcas do Pensamento Estético do Extremo Oriente na Poesia Portuguesa Contemporânea [ISBN 978-989-755-244-1] [2][12]
- 2017 - O Oriente em Tradução: Línguas, Literaturas e Culturas Asiáticas no Espaço Luso (em coautoria com Marta Pacheco Pinto) [ISBN 978-989-755-299-1] [13][14]
- 2020 - Clepsydra (1920-2020). Estudos e Revisões [ISBN 978-989-9006-60-7]
- 2022 - Pars Orientalis. Estudos sobre escrita e viagem [ISBN 978-989-568-064-1]
- 2025 -  Il viaggio in Oriente nella tradizione letteraria portoghese: dal Cinquecento ai giorni nostri (em coautoria com Fabrizio Boscaglia) [ISBN 978-884677185-8]

## Prémios
- 2006 - Em Março recebeu o Prémio Internacional de Poesia Castello di Duino, em Triste, Itália
- 2006 - Prémio de Poesia Daniel Faria com o livro "Prefloração"[1][15]
- 2007 - Prémio Primeira Obra do P.E.N. Clube Português com o livro "Prefloração"[1][15]